# Agustín Gómez Carrillo
Agustín Washington Gómez Carrillo (Guatemala, 24 de febrero de 1838 - 7 de mayo de 1908) fue un jurisconsulto e historiador guatemalteco, hijo del diplomático, jurista, escritor y periodista Ignacio Gómez y padre del escritor Enrique Gómez Carrillo. Fue rector de la Universidad Nacional, Alcalde de la Ciudad de Guatemala en 1899 y miembro de la Real Academia Española.

## Biografía

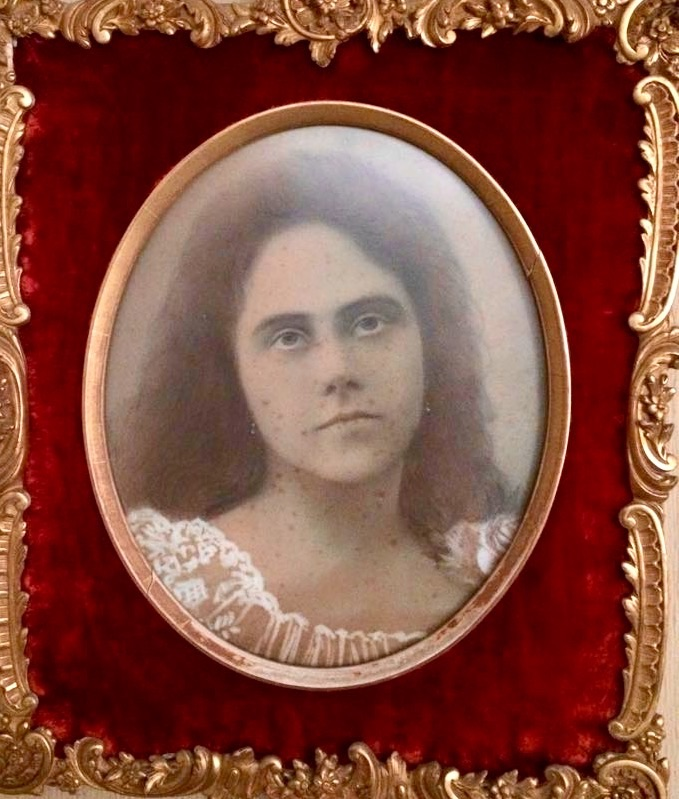
Josefina Gómez Tible, hija de Gómez Carrillo. Retrato de la década de 1910.

Al terminar sus estudios de Derecho fue nombrado oficial del Ministerio de Hacienda y luego fue llamado al Ministerio de Relaciones Exteriores por el subsecretario general, José Milla y Vidaurre. Bajo la dirección de Milla se hizo cargo de la publicación del periódico oficial y después de otros órganos informativos de la república.  Se casó con la ciudadana española, de origen belga, Josefina Tible Machado, con la que tuvo cuatro hijos, entre ellos el renombrado escritor Enrique Gómez Carrillo.
Fue elegido diputado a la Cámara de Representantes en 1870 y en dicha legislatuva sirvió como secretario de la Comisión de Hacienda. Luego de la Reforma Liberal en 1871 y que Milla y Vidaurre partiera al exilio, Gómez Carrillo fue nombrado jefe de sección de la Secretaría de Relaciones Exteriores, y ministro suplente de la de Instrucción Pública. En 1872 tuvo a su cargo la publicación del diario oficial, ocupación que también ejerció en 1879, 1880, y entre agosto de 1885 y junio de 1887.
Entre 1866 y 1867 y luego en 1881 visitó Europa, dejando sus impresiones de la misma en su obra Recuerdos de un viaje por España. Apuntamientos, que publicó en 1890.  En 1872 y 1873 fue diputado de la Asamblea Constituyente y en 1886-87 de la Asamblea Legislativa.
A petición del gobierno de Guatemala, escribió la continuación de la obra de José Milla y Vidaurre «Una Historia de la América Central» en tres tomos; publicó la «Recopilación de las Leyes de la República» de 1889 a 1892 y, entre otras obras, escribió «Recuerdos de un viaje por España». Se le debe asimismo una «Reseña histórica crítica de la literatura guatemalteca» que compuso a solicitud de la Real Academia Española y fue usada por Marcelino Menéndez y Pelayo para su «Historia de la poesía hispanoamericana». Fue rector de la Universidad Nacional, alcalde primero de la Ciudad de Guatemala (1899) y catedrático de la Escuela Facultativa de Derecho y Notariado de la Universidad y del Instituto Nacional Central para Varones. 
El gobierno francés lo distinguió con las «Palmas Académicas» de Plata y Oro en 1889 y 1892. La Academia Científico Literaria de Honduras le otorgó un premio por sus «Elementos de historia de Honduras». Fue miembro de la Sociedad Económica de Amigos del País y de las Sociedades Económicas de Barcelona y Madrid. En 1885 fue elegido miembro correspondiente de la Real Academia Española, apadrinado por Antonio Cánovas del Castillo. También lo fue de la Real Academia de la Historia y de las Academias Matritense de Jurisprudencia y Legislación de Madrid y la Internacional de Derecho Penal de Alemania. Fue miembro fundador de la Academia Guatemalteca de la Lengua y encargado de la «Revista» de dicha institución.

## Obras[3]
- Historia de la América Central (1686-1786), 3 vols. que prolongan y se añaden habitualmente a la obra homónima de José Milla.
- Reseña histórica crítica de la literatura guatemalteca
- Observaciones sobre algunos puntos de derecho constitucional, 1872
- Miscelánea político-literaria
- Instrucción pedagógica centro-americana, 1883
- Estudio histórico de la América central, 1886
- Elementos de moral con arreglo al sistema de Leopoldo Mabilleau, 1887
- Elementos de la Historia de Honduras, 1890
- Recuerdos de un viaje por España. Apuntamientos, 1890
- Elementos de la historia de Centro-América. Tercera edición enriquecida con materiales tomados de documentos inéditos, etc. 1899
- Bosquejo biográfico del arzobispo señor don Cayetano Francos y Monroy, 1902
- Biografías de presidentes del poder judicial, 1902
- D. José Francisco Barrundia; alocución escrita en virtud de encargo del Ministerio de Instrucción Pública y con arreglo al punto cuarto del programa, 1903
- Elisa Villacorta Francés; 10 de octubre de 1903, 1904
- Compendio de historia de la América central, 1906
- El alma de Buenos Aires, 1918

## Asociaciones
- Individuo de la Sociedad de Arqueología de México[4]
- Miembro de la Academia de Bellas Letras de Santiago de Chile[4]
- Individuo correspondiente de la Academia Española[3]
- Individuo correspondiente de la Academia de la Historia[3]
- Individuo correspondiente de la Academia Matritense de Jurisprudencia y Legislación[3]
- Miembro de la Sociedad Económica de Barcelona[3]
- Miembro de la Sociedad Económica de Madrid[3]
- Miembro de la Sociedad Económica de Guatemala[4]

### Obras de Gómez Carrillo
- Gómez Carrillo, Agustín (1872). Observaciones sobre algunos puntos de derecho constitucional. Guatemala: Imprenta de la Paz.
- — (1879). Miscelánea político-literaria. Guatemala: Imprenta de El Progreso.
- — (1886). Estudio histórico de la América Central (3a. edición). Madrid, España: Imprenta de Hernando.
- — (1887). Elementos de la historia de Centro-América. Guatemala: Tipografía de Arenales.
- — (1890). Recuerdos de un viaje por España. Apuntamientos. Guatemala: Imprenta el Porvenir.
- — (1892). «Recuerdos de la época colonial en Guatemala: Fragmentos de la biografía (inédita) del jurisconsulto guatemalteco don José Venancio López».  En Próspero Calderón (ed.), ed. Guatemala Ilustrada (Guatemala) I.
- — (1892). Compendio de la historia de la América Central. Madrid, España: Imprenta de la viuda de Hernando.
- — (1902). Biografías de presidentes del poder judicial. Guatemala: Tipografía Nacional.
- — (1903). D. José Francisco Barrundia; alocución escrita en virtud de encargo del Ministerio de Instrucción Pública y con arreglo al punto cuarto del programa. Guatemala: Tipografía Nacional.
- — (1904). Elisa Villacorta Francés, 10 de octubre de 1903. Guatemala: Tipografía Sánchez y de Guise.
- Milla y Vidaurre, José; Gómez Carrillo, Agustín (1905). Historia de la América Central; desde el descubrimiento del país por los españoles (1502) hasta su independencia de España (1821). Guatemala: Tipografía Nacional.

### Recopilación de leyes
- — (1891). Recopilación: Las Leyes de la República de Guatemala, 1889 VIII. Guatemala: Tipografía La Unión.
- — (1891). Recopilación: Las Leyes de la República de Guatemala, 1890 IX. Guatemala: Tipografía El Modelo.
- — (1892). Recopilación: Las Leyes de la República de Guatemala, 1892-1893 X. Guatemala: Tipografía Nacional.

- Datos: Q5660690